# René Schick Gutiérrez
.
René Schick Gutiérrez (León, 23 novembre 1909 – Managua, 3 agosto 1966) è stato un politico nicaraguense.
È stato il 71º presidente del Nicaragua dal 1º maggio 1963 al 3 agosto 1966 anche se viene considerato un fantoccio di Luis Somoza Debayle.